# Peter Neve
Peter Neve (Malente, 3 aprile 1929 – 25 gennaio 1994) è stato uno storico e architetto tedesco.

## Biografia
Peter Neve dal 1951 al 1957 studiò architettura presso l'Università Tecnica di Hannover. Cominciò a lavorare presso gli scavi archeologici di Ḫattuša fin dal 1954, prima come semplice dipendente stagionale poi dal 1957 come membro del personale, poi dal 1963 come direttore locale degli scavi, alle dirette dipendenze del suo maestro Kurt Bittel, e poi dal 1978 al 1993 come suo successore. Dal 1974 al 1993 è stato anche direttore della sede di Istanbul dell'Istituto archeologico germanico.
Tutta la sua vita accademica fu dunque legata agli scavi archeologici presso Ḫattuša. Durante i lunghi anni di lavoro a Hattusa ha eseguito importanti progetti di scavo che hanno permesso una più facile comprensione della storia di questa importantissima città. Fu grazie alle sue iniziative che l'area di scavo si è trasformata in un museo archeologico a cielo aperto e che è stata inserita tra i Patrimoni dell'umanità dell'UNESCO.

## Opere (parziale)
- Regenkult-Anlagen in Bogazköy-Hattusa. Ein Deutungsversuch, Tübingen, Wasmuth 1971 (Istanbuler Mitteilungen, Beiheft 5).
- Hattusa - Stadt der Götter und Tempel. Neue Ausgrabungen in der Hauptstadt der Hethiter, Mainz, von Zabern 1993. 2., erw. Aufl., Mainz, von Zabern 1996.(= Antike Welt, Sonderheft/Zaberns Bildbände zur Archäologie, Bd. 8) ISBN 3-8053-1478-7.